# Ōkami Shōnen Ken

Ken, o Menino Lobo (狼少年ケ Ōkami Shōnen Ken) é a primeira série de anime preto e branco produzida pela Toei Animation (então Toei Doga). A série é conhecida por ter mais quadros por segundo do que outros animes da mesma época. O anime também obteve o patrocínio de uma grande corporação, neste caso, a Morinaga Candy Company. Um episódio piloto em inglês foi criado para concorrer na América, mas foi descartado. Foi a primeira série animada da Toei Doga criada especialmente para a televisão (não baseada em outro material). A primeira série animada a usar a fotocopiadora Rank Xerox, permitindo que os animadores economizassem tempo de produção. A série tinha aproximadamente 30 minutos de duração, sendo transmitida pela TV Asashi de 25 de novembro de 1963 a 16 de agosto de 1965. 

## Enredo
Ken é um menino que foi criado por lobos (semelhante à história de Mowgli) em uma selva nas montanhas do Himalaia. Certo dia um meteoro atinge a selva, causando uma mudança drástica. Isso eventualmente leva à fome e à necessidade de alguns animais se mudarem. Ken tenta ajudar os animais o máximo possível. Em particular, ele observa dois filhotes de lobos chamados Chi-chi e Poppo. Jack, um lobo de um olho, não gosta de Ken, pois ele é um ser humano vivendo entre eles. Ken, mesmo assim, salva a vida de Jack.
Jack então tem a oportunidade de deixar Ken morrer quando ele é mordido por uma cobra venenosa, mas decide devolver o favor e salvar sua vida. Este relacionamento mútuo faz com que uma amizade se forme entre os dois, e eles se unem para salvar os outros animais de predadores e humanos.

## Personagens
Esta é a lista dos seiyus de cada personagen da série.
- Yuuji Nishimoto como Ken (ケン).
- Kenji Utsumi como Jack, de Um Olho  ou Killer (片目のジャック／キラー Katame no Jakku ou Kirā).
- Hiroshi Masuoka como Kuma (熊).
- Hiroshi Ohtake como Black (ブラック Burakku).
- Jouji Yanami como Boss (ボス Bosu).
- Kazue Tagami / Yutaka Aoki como Chi-chi (チッチ).
- Yoko Mizugaki como Poppo (ポッポ).
- Keiko Yamamoto como Wally (ウォーリー Uōrī).
- Reiko Katsura como Dorothy (ドロミー Doromī).
- Takuzou Kamiyama como Gorilla (ゴリラ Gorira).

## Trilha sonora
- Tema de abertura: "Okami Shōnen Ken" (狼少年ケン), por Ensemble Vivo e Victor Shōnen Gasshō-dan. Canção escrita por Ōno Hiroo e composta por Kobayashi Asei.

- Tema de encerramento: "Okami Shōnen Ken" (狼少年ケン), por Nishirokugo Shōnen Shoujo Gasshou-dan.

## Episódios
Os episódio do anime foram exibidos aos domingos pela TV Asashi. Abaixo está a lista de todos os episódios transmitidos.
| Episódio | Título Original                                              | Título Traduzido                        | Data de Exibição        |
| -------- | ------------------------------------------------------------ | --------------------------------------- | ----------------------- |
| 001      | 二本足の狼 (Nihon'ashi no Ōkami)                             | O lobo de duas pernas                   | 25 de novembro de 1963  |
| 002      | 白銀のライオン(Shirogane no Raion)                           | Leão de prata                           | 2 de dezembro de 1963   |
| 003      | 魔法使い タマタン (Mahōtsukai Tamatan)                       | O mago Tamatan                          | 9 de dezembro de 1963   |
| 004      | 怪獣 ブロントサウルス (Kaijū Burontosaurusu)                 | O monstro brontossauro                  | 16 de dezembro de 1963  |
| 005      | アラビアの怪人 (Arabia no Kaijin)                            | Fantasma da Arábia                      | 23 de dezembro de 1963  |
| 006      | くたばれ！ まだら族 (Kutabare! Madara-zoku)                  | Faça isso, Madarazoku!                  | 30 de dezembro de 1963  |
| 007      | 一本足の男 (Ippon'ashi no Otoko)                             | Homem de uma perna                      | 6 de janeiro de 1964    |
| 008      | 魔の岩の決闘 (Ma no Iwa no Kettō)                            | A batalha do demônio                    | 13 de janeiro de 1964   |
| 009      | トーテムポールの魔人 (Tōtemupōru no Ma Hito)                 | O totem diabólico                       | 20 de janeiro de 1964   |
| 010      | 月世界の男 (Gessei-kai no Otoko)                             | o homem do mundo da lua                 | 27 de janeiro de 1964   |
| 011      | 女王 クレオバトラ (Joō Kureobatora)                          | A rainha Cleópatra                      | 3 de fevereiro de 1964  |
| 012      | おばけ 嫌い (Obake-girai)                                    | O fantasma maligno                      | 10 de fevereiro de 1964 |
| 013      | ピストル 騒動 (Pisutoru Sōdō)                                | O disparo do revólver                   | 17 de fevereiro de 1964 |
| 014      | ジャングル最大の作戦 (Janguru Saidai no Sakusen)             | A grande estratégia na selva            | 24 de fevereiro de 1964 |
| 015      | 放浪の白狼 (Hōrō no Byakurō)                                 | O lobo branco errante                   | 2 de março de 1964      |
| 016      | 月夜の出来事 (Tsukiyo no Dekigoto)                           | O incidente do luar                     | 9 de março de 1964      |
| 017      | ポッポ の 冒険旅行 (Poppo no Bōken Ryokō)                    | Aventura de Poppo                       | 16 de março de 1964     |
| 018      | ジャングル 間違いつづき (Janguru machigai Tsudzuki)          | Erros da selva                          | 23 de março de 1964     |
| 019      | 毒薬騒動 (Dokuyaku Sōdō)                                     | Problemas tóxicos                       | 30 de março de 1964     |
| 020      | ジャングルの陰謀 (Janguru no Inbō)                           | A conspiração da selva                  | 6 de abril de 1964      |
| 021      | 吹矢の秘密 (Fukiya no Himitsu)                               | O segredo de Fukiya                     | 13 de abril de 1964     |
| 022      | 帰って来た あいつ (Kaette Kita Aitsu)                        | Ele chegou em casa                      | 20 de abril de 1964     |
| 023      | サーカスから 来た仲間 (Sākasu Kara Kita Nakama)              | Um amigo do circo                       | 27 de abril de 1964     |
| 024      | 象牙の湖 (Zōge no Mizūmi)                                    | Lago de marfim                          | 4 de maio de 1964       |
| 025      | 天国はどこに (Tengoku Wa Dokoni)                             | Onde está o céu?                        | 11 de maio de 1964      |
| 026      | ジャングル 同盟 (Janguru Dōmei)                              | A aliança da selva                      | 18 de maio de 1964      |
| 027      | 咆*えろジャングル (Hoero Janguru)                            | Rugido da selva                         | 25 de junho de 1964     |
| 028      | ぬすまれた王国 (Nusuma reta Ōkoku)                           | Reino usurpado                          | 1 de junho de 1964      |
| 029      | 幻の狼 (Maboroshi no Ōkami)                                  | Lobo fantasma                           | 8 de junho de 1964      |
| 030      | ワーニィの神 (Wānyi no Kami)                                 | Deus da guerra                          | 15 de junho de 1964     |
| 031      | ジャングルの虹 (Janguru no Niji)                             | Arco-íris da selva                      | 22 de junho de 1964     |
| 032      | アマゾンから来たコンドル (Amazon Kara Kita Kondoru)          | Condor da Amazônia                      | 29 de junho de 1964     |
| 033      | 悪魔の森 (Akuma no Mori)                                     | Floresta do diabo                       | 6 de julho de 1964      |
| 034      | 嵐のおくりもの (Arashi no Kuri Mono)                         | Um presente de Arashi                   | 13 de julho de 1964     |
| 035      | ゴリラのふくしゅう (Gorira no Fukushū)                       | A reencarnação de Gorilla               | 20 de julho de 1964     |
| 036      | 疑われた狼たち (Utagawa Reta Ōkami-tachi)                    | Lobos suspeitos                         | 27 de julho de 1964     |
| 037      | 謎の泉 (Nazo no Izumi)                                       | Fonte misteriosa                        | 3 de agosto de 1964     |
| 038      | ねらわれた親子鹿 (Nerawa reta oyako shika)                   | Papai e os veados                       | 10 de agosto de 1964    |
| 039      | ジャングルの太陽 (Janguru no Taiyō)                          | O sol da selva                          | 17 de agosto de 1964    |
| 040      | ポッポの子守歌 (Poppo no Komori Uta)                         | Canção de ninar de Poppo                | 24 de agosto de 1964    |
| 041      | つながれた狼 (Tsunaga reta Ōkami)                            | Um lobo amarrado                        | 31 de agosto de 1964    |
| 042      | 黒熊族との対決 (Kurokuma-zoku to no Taiketsu)                | Confronto com a família Kurokuma        | 7 de setembro de 1964   |
| 043      | ケンとチノ (Ken to Chino)                                    | Ken e Chino                             | 14 de setembro de 1964  |
| 044      | 狼のおきて (Ōkami no Okite)                                  | As regras do lobo                       | 21 de setembro de 1964  |
| 045      | 人間と狼たち (Wānyi no Kami)                                 | Humanos e lobos                         | 28 de setembro de 1964  |
| 046      | ジャングルの友情 (Janguru no Yūjō)                           | Amizade da selva                        | 5 de outubro de 1964    |
| 047      | 三つの勇気 (Mittsu no Yūki)                                  | A bravura dos três                      | 12 de outubro de 1964   |
| 048      | ジャングルに来たわんぱく坊や (Janguru ni Kita Wan Paku Bōya) | O coelho veio para a selva              | 19 de outubro de 1964   |
| 049      | ライオンの女王 (Raion no Joō)                                | A rainha dos leões                      | 26 de outubro de 1964   |
| 050      | ワニ河の死闘 (Wani Kawa no Shitō)                            | A batalha mortal do crocodilo           | 2 de novembro de 1964   |
| 051      | 混血ジミー (Konketsu Jimī)                                   | Jimmy misturado                         | 9 de novembro de 1964   |
| 052      | ジャングルの現代子 (Janguru no Gendai-ko)                    | Criança moderna da selva                | 16 de novembro de 1964  |
| 053      | ジャングルの無法者 (Janguru no Muhōmono)                     | O fora-da-lei da selva                  | 23 de novembro de 1964  |
| 054      | 狼族の危機 (Ōkami-zoku no Kiki)                              | A crise do lobo                         | 30 de novembro de 1964  |
| 055      | のろまな英雄 (Noromana Eiyū)                                 | O herói triste                          | 7 de dezembro de 1964   |
| 056      | おく病なライオン (Okubyōna Raion)                            | O leão doente                           | 14 de dezembro de 1964  |
| 057      | 放浪児バリー (Hōrō-ji Barī)                                  | Barrie, a criança nômade                | 21 de dezembro de 1964  |
| 058      | 奇妙な逃亡者 (Kimyōna Tōbō-sha)                              | O estranho fugitivo                     | 28 de dezembro de 1964  |
| 059      | 魔法使いの弟子 (Mahōtsukai no Deshi)                         | Discípulo de feiticeiro                 | 4 de janeiro de 1965    |
| 060      | とびだした狼 (Tobidashita Ōkami)                             | Um lobo que voou para longe             | 11 de janeiro de 1965   |
| 061      | メロンの秘密 (Meron no Himitsu)                              | O segredo de Melon                      | 18 de janeiro de 1965   |
| 062      | 魔王の約束 (Maō no Yakusoku)                                 | A promessa do demônio                   | 25 de janeiro de 1965   |
| 063      | われらのボス (Ware-ra no Bosu)                               | O nosso chefe                           | 1 de fevereiro de 1965  |
| 064      | 急げ!マウントジャイアンツへ (Isoge! Maunto Jaiantsu E)       | Depressa! Para o Monte dos Gigantes     | 8 de fevereiro de 1965  |
| 065      | 迷い子の五匹 (Mayoigo no Gohitsu)                            | Os cinco filhos perdidos                | 15 de fevereiro de 1965 |
| 066      | 寒い国から来た狼 (Samui Kuni Kara Kita Ōkami)                | Um lobo de um país frio                 | 22 de fevereiro de 1965 |
| 067      | ○×騒動 (Sōdō)                                                | Problemas                               | 1 de março de 1965      |
| 068      | ジャングルの勇者 (Janguru no Yūsha)                          | O valente da selva                      | 8 de março de 1965      |
| 069      | おかしなおかしなチンパンジー (Okashina Okashina Chinpanjī)   | O chimpanzé engraçado                   | 15 de março de 1965     |
| 070      | ジャングルの星は消えず (Janguru no Hoshi Wa Kiezu)           | As estrelas da selva não vão desparecer | 22 de março de 1965     |
| 071      | まだら族の王冠 (Mada Razoku no Ōkan)                         | A coroa da tribo Momo                   | 29 de março de 1965     |
| 072      | 誇りたかきゴリラ (Hokori Takaki Gorira)                      | O orgulhoso gorila de Takaki            | 5 de abril de 1965      |
| 073      | チッチとポッポとチッポー (Chi-chi to Poppo to Chippō)        | Chi-chi, Poppo e Chippo                 | 12 de abril de 1965     |
| 074      | ケンとおてんば娘 (Ken to Otenbamusume)                       | Ken e o menino                          | 19 de abril de 1965     |
| 075      | ジャングル・パトロール (Janguru Patorōru)                    | Patrulha da selva                       | 26 de abril de 1965     |
| 076      | ケンと王子とお姫様 (Ken to Ōji to Ohime-sama)                | Ken, o príncipe e a princesa            | 3 de maio de 1965       |
| 077      | ジャングル裁判 (Janguru Saiban)                              | Julgamento na selva                     | 10 de maio de 1965      |
| 078      | 生きていた英雄 (Ikiteita Eiyū)                               | Um herói vivo                           | 17 de maio de 1965      |
| 079      | 孤独なライオン (Kodokuna Raion)                              | Leão solitário                          | 24 de maio de 1965      |
| 080      | とんでもない奴 (Tondemonai Yatsu)                            | O cara ridículo                         | 31 de maio de 1965      |
| 081      | ブラックの魔術師 (Burakku no Majutsu-shi)                    | O feiticeiro negro                      | 7 de junho de 1965      |
| 082      | 砂漠のならず者 (Sabaku no narazumono)                        | Os trapaceiros do deserto               | 21 de junho de 1965     |
| 083      | 地底の女王 (Chitei no Joō)                                   | A rainha do submundo                    | 5 de julho de 1965      |
| 084      | ユニコーンはどこに (Yunikōn Wa Dokoni)                       | Onde está o unicórnio?                  | 19 de julho de 1965     |
| 085      | チビッコ旋風 (Chibikko Senpū)                                | O redemoinho de Chibikko                | 2 de agosto de 1965     |
| 086      | わんぱく作戦 (Wanpaku Sakusen)                               | Operação de manobra                     | 16 de agosto de 1965    |